# Stari grad Veliki Kalnik
Stari grad Veliki Kalnik je kompleks utvrda nastalih od 12. stoljeća na dalje na gori Kalniku u blizini sela Kalnika. 
Prostor je naseljen od prapovijesnih i rimskih vremena. Utvrda se prvi put spominje 1243., kada kralj Bela IV. naglašava njegovu važnost u borbi protiv Mongola (Tatari). Prema legendi, kralj se sklonio na Kalniku s pratnjom bježeći pred Tatarima. Lokalno stanovništvo hranilo ih je šljivama pa su dobili naziv šljivari; Tatari su odustali, a kralj im je dodijelio plemićke naslove. Pod Kalnikom su Tatari doživjeli prvi poraz, tako Ivan Kukuljević Sakcinski piše: "Kod Kalnika primili su Tatari prvi neugodni pozdrav od Hrvata na hrvatskoj zemlji". Stara legenda o kalničkim šljivarima potaknula je Šenou da napiše djelo "Šljivari", a Milutina Mayera da napiše svoj povijesni roman "Tatari u Hrvatskoj".
U utvrdi su boravili ugarsko-hrvatski kralj Žigmund Luksemburški i njegova žena Barbara Celjska ("crna kraljica"). Vlasnici utvrde bili su plemići, banovi, zagrebački biskup i dr. Među plemićkim obiteljima ističu se: Erdödy, Drašković, Keglević, Orehovečki, Kosače i dr. 
Turci su pretrpjeli poraz u Obrežu Kalničkom 1565. godine i povukli se. Od tada stanovništvo se sve više naseljava u podnožju Kalničke gore.
Utvrda se nalazi na uzvisini Sveta Katalina na Kalniku. Mnogo toga od nekadašnje utvrde sačuvano je do danas. Utvrdom je, kad je bila dovršena, dominirala krupna četvrtasta kula, koja je, sudeći po debljini zidova, mogla biti viša od očuvanog dijela. Tome u prilog govore i snažni upornjaci koji na ovoj konfiguraciji sigurno nisu samo ukras. Prozori su u niskim dijelovima kule uski, nešto između prozora i strelnica, malih polukružnih nadvoja, dok u višim katovima, možda namijenjenim stanovanju, postoje otvori velikih prozora. Posebna rijekost na razini Hrvatske su kvadratične kule s izbočenjima. Utvrda ima elemente različitih stilskih razdoblja od romanike, gotike do baroka. Postoje i ostaci kapele sv. Katarine. 
Utvrdu posjećuju brojni planinari i izletnici, naročito na Praznik rada. Na sve strane pruža se pogled na okolne krajeve. Nešto zapadnije, na jednom grebenu, nalaze se ostaci starog grada Malog Kalnika.

## Galerija
- Stari grad Veliki Kalnik
- Na vrhu, pogled prema zapadu
- Stari grad

## Vanjske poveznice
- Veliki Kalnik Hrvatska tehnička enciklopedija, portal hrvatske tehničke baštine. LZMK